# Piu Donne
Più Donne (italienisch für „mehr Frauen“) ist eine politische Bewegung, die 2019 im Kanton Tessin anlässlich des 50. Jahrestags der Einführung des kantonalen Frauenstimmrechts entstanden ist.

## Geschichte
2018 hatte die Tessiner Politikerin Tamara Merlo, ehemaliges Mitglied der Grünen und Mitglied des Grossen Rates des Kantons Tessin, die Idee, eine rein weibliche politische Liste zu gründen.
Beim 50. Jahrestag der Einführung des kantonalen Wahlrechts für Frauen konkretisierte sich die Idee: Eine Liste mit 51 Kandidatinnen wurde erstellt, wovon 47 für das Parlament und vier für den Staatsrat kandidierten, wobei die meisten von ihnen zum ersten Mal kandidierten.
Laut dem Politologen Nenad Stojanovic hatte diese "wilde" Liste wenig Aussicht auf Erfolg, aber ihre Existenz "unterstreicht das Problem der wenigen Politikerinnen im Tessin, wo sie im Vergleich zum nationalen Durchschnitt weniger vertreten sind ". Die Liste sorgte für eine Überraschung, als sie fast 2 % der Stimmen und zwei Sitze (Tamara Merlo und Maristella Patuzzi, ebenfalls eine ehemalige Grüne) erhielt. Bei diesen Wahlen stieg die Zahl der von Frauen besetzten Sitze im Kantonsparlament von 23 auf 31. 2019 beantragte Più Donne nach einem Zusammenschluss mit anderen unabhängigen Parteien, die ebenfalls nicht genügend Sitze hatten, um eine Fraktion zu bilden, an den thematischen Ausschüssen des Parlaments teilnehmen zu dürfen. Ihr Antrag wurde abgelehnt.
Più Donne kandidierte auch bei den Tessiner Kommunalwahlen 2021. Zwei ihrer Kandidatinnen wurden in den Gemeinderat (Legislative) der Stadt Lugano gewählt: Tamara Merlo und Isabelle Ruf.

## Politische Ziele
Das erste Ziel der politischen Liste ist es, dafür zu sorgen, dass es "mehr Frauen in den Institutionen gibt, wo Entscheidungen getroffen werden". Più Donne will ausserdem "die Gleichstellungsfrage vorantreiben", indem sie sie zu einer Priorität für Frauen und das ganze Land macht, und "alle Bedingungen verbessern, die Frauen daran hindern, eine echte Gleichstellung zu erreichen "

## Analyse
Laut Andrea Pilotti und Oscar Mazzoleni, Politologen an der Universität Lausanne, stellte bei den Wahlen 2019 "die Liste Più Donne die wichtigste Neuerung in der kantonalen politischen Landschaft dar"; durch ihre Präsenz "trägt sie dazu bei, die Frage der Frauenvertretung in der Politik und allgemeiner die Frage der Chancengleichheit stärker auf die kantonale politische Agenda zu setzen".